# Communistische Partij van Nicaragua
Communistische Partij van Nicaragua (Spaans:Partido Comunista de Nicaragua) is een communistische politieke partij in Nicaragua.
De partij is opgericht in 1967.
In de parlementsverkiezingen van 1984 kreeg de partij 2 zetels en in de parlementsverkiezingen van 1990 kreeg de partij nogmaals 2 zetels.
De partij publiceert het weekblad Avance.